# Jan Kruysen
Johannes Kruysen (Liempde, 9 oktober 1874 - Eindhoven, 6 oktober 1938) was een schilder van voornamelijk landschappen, portretten en religieuze voorstellingen. Omdat hij een autodidact was, heeft hij tijdens zijn leven nooit veel erkenning genoten van kunstcritici. Op het einde van de negentiende eeuw was hij een van de kunstschilders die afbeeldingen inschilderde die volgens het gepatenteerde procédé Peinture Bogaerts, uitgevonden door Henri Bogaerts, op schilderslinnen of op paneel gedrukt waren. Werk dat Kruysen zelf, aldus Frank van Doorn, als "geestdodend" typeerde. In Oirschot is een museum geopend, het Kruysenhuis genaamd, met werk van hem en zijn kinderen Antoon Kruysen (1898-1977) en Maria Kruysen (1899-1988).
Hij was lid van de kunstenaarsvereniging Sint Lucas in Amsterdam.
Hij is twee keer getrouwd geweest, en kreeg met zijn eerste vrouw 16 kinderen, van wie er veel vroeg overleden zijn.